# 克里普卡河
克里普卡河（俄语：Крепкая），是東歐的河流，位於烏克蘭盧甘斯克州和俄羅斯羅斯托夫州，發源自卡爾波韋-克里彭斯凱，河道全長60公里，流域面積210平方公里。